# Reefcheck
Reef Check ist ein aus den englischen Begriffen reef (dt.: Korallenriff) und check (dt.: Überprüfung) zusammengesetztes Kunstwort. Der Name Reef Check bezeichnet
1. eine meeresbiologische Standardmethode zur Erhebung des Intaktheitsgrads tropischer Korallenriffe.
2. das weltweit größte internationale Programm zur Überwachung von Korallenriffen, welches sich dabei auf die unter (1) genannte Methode stützt.
3. die Datenerhebung nach der Reef Check-Methode an einem Riff oder mehreren Riffen eines Küstenabschnitts (Kampagne).

## Reef Check-Methode
Mit der Reef Check-Methode kann der Grad der durch Meeresverschmutzung, Überfischung, Dynamitfischerei, Cyanidfischerei, Aquarienfischerei und globale Veränderungen (u. a. Klimawandel, Meeresversauerung) verursachten Schäden an tropischen Korallenriffen ermittelt werden.
Korallenriffe stellen ein zusammenhängendes Ökosystem dar, welches aus den Korallen selbst, wie auch aus den von und in den Riffen lebenden Fischen und Wirbellosen (Invertebraten) sowie dem Umweltmedium Wasser besteht. Durch den Vergleich der Häufigkeit ausgewählter riffbewohnender Tierarten (Indikatorarten) mit der von intakten Korallenriffen wird der Intaktheitsgrad eines Riffabschnitts quantitativ bestimmt.
Jede dieser Tierarten dient als Bioindikator für eine oder mehrere Schadensursachen (siehe Tabelle). Um der regional unterschiedlichen Verbreitung der Indikatorarten Rechnung zu tragen, gibt es für Indopazifik, Atlantischer Ozean / Karibik, Arabisches Meer, Rotes Meer und Hawaii jeweils eine eigene Kombination aus dort beheimateten Indikatorarten.
|                       | Schadensursachen | Schadensursachen     | Schadensursachen | Schadensursachen  | Schadensursachen | Schadensursachen |
| Indikatorart          | Überfischung     | Sprengstofffischerei | Giftfischerei    | Aquariumfischerei | Verschmutzung    | Souvenirhandel   |
| --------------------- | ---------------- | -------------------- | ---------------- | ----------------- | ---------------- | ---------------- |
| Zackenbarsche         | X                | X                    | X                |                   |                  |                  |
| Süßlippen             |                  | X                    |                  |                   |                  |                  |
| Falterfische          |                  | X                    |                  | X                 | X                |                  |
| Besenschwanzbrasse    |                  | X                    |                  | X                 | X                |                  |
| Napoleon-Lippfisch    |                  | X                    | X                |                   |                  |                  |
| Papageifische         | X                | X                    | X                |                   |                  |                  |
| Schnapper             | X                | X                    |                  |                   |                  |                  |
| Muränen               | X                | X                    |                  |                   |                  |                  |
| Scherengarnelen       |                  | X                    |                  | X                 |                  |                  |
| Langusten             | X                | X                    |                  |                   |                  |                  |
| Diademseeigel         |                  | X                    |                  |                   | X                |                  |
| Griffelseeigel        |                  | X                    |                  |                   | X                | X                |
| Bischofsmützenseeigel |                  | X                    |                  | X                 |                  |                  |
| Dornenkronenseestern  |                  | X                    |                  |                   | X                |                  |
| Seewalzen             | X                | X                    |                  |                   |                  |                  |
| Riesenmuscheln        | X                | X                    |                  |                   |                  | X                |
| Tritonshorn           | X                | X                    |                  | X                 |                  | X                |

Die Zählungen erfolgen in zwei Tiefenbereichen, zwischen 3 und 6 Metern sowie 10 und 12 Metern (bei Ebbe). Dazu werden durch Ausbringen einer Transektleine (Markierungsleine) in jedem Tiefenbereich vier 20 Meter lange und 5 Meter breite Transekte (Abschnitte) festgelegt. Der Abstand zwischen zwei benachbarten Transekten beträgt 5 Meter.
Die Dichte und der Zustand des Korallenbewuchses wird vermessen, indem das in den Transekten befindliche Substrat in eine von 9 definierten Gruppen eingeteilt wird: Steinkoralle, Weichkoralle, kürzlich abgestorbene Koralle, Schwamm, Alge, Felsen, Geröll, Sand, Schlick. Die Einzelbestimmungen werden im Abstand von 50 Zentimetern entlang der Transektleine durchgeführt.
Genaue Aufschlüsse aus den erhobenen Daten können erst nach statistischer Auswertung gewonnen werden, wodurch auch die Qualität der Datensätze eingeschätzt werden kann.

## Reef Check-Organisation
Um die weltweit stattfindenden Reef Checks zu koordinieren, wurde 1997 mit dem Aufbau der Organisation Reef Check begonnen. 1999 erfolgte die Registrierung als gemeinnützige Non-Profit-Organisation in Hongkong. Ab Mitte 2000 hatte die Reef Check-Foundation ihren Sitz am Umweltinstitut der Universität von Kalifornien (UCLA) in Los Angeles (USA). Seit November 2004 ist Reef Check eine unabhängige Non-Profit-Organisation mit Sitz in Pacific Palisades, Kalifornien. Sämtliche für Reef Check erhobene Daten werden dort ausgewertet und für weitere wissenschaftliche Studien archiviert. Daneben eröffneten zusätzlich noch 12 feste Koordinationsstellen weltweit. Von 1997 bis 2002 wurden 1.500 Riffe, das sind etwa 300 pro Jahr, nach der Reef Check-Methode überprüft. Die von über 5.000 Wissenschaftler und Freiwilligen gesammelten Daten wurden ausgewertet und publiziert.
Reef Check Deutschland arbeitet eng mit der internationalen Reef Check-Stiftung zusammen, erhält jedoch keine Mittel oder Sachleistungen. Reef Check Deutschland hat derzeit Schwerpunkte im Roten Meer, Burma/Thailand und den Malediven. 2001 wurde der gemeinnützige Verein Reef Check e. V. gegründet, um die Aktivitäten besser koordinieren zu können und die Förderung durch Individuen und Firmen zu ermöglichen.
Neben der Arbeit mit den Sporttauchern (Angebot von RC-Kursen in Deutschland bzw. Angebot zur freiwilligen Teilnahme im Urlaub) werden auch Gutachten durchgeführt und Meeresschutzgebiete bei der Erstellung/Verbesserung ihrer Monitoring-Konzepte unterstützt. Hierzu werden dort Fachkräfte (Nationalpark-Ranger etc.) in den entsprechenden Methoden ausgebildet.
Zu den Hauptaufgaben von Reef Check gehören insbesondere:
- die Aufklärung der Öffentlichkeit über die akute Gefährdung der Korallenriffe
- der Aufbau eines weltumspannenden Netzwerks von Freiwilligen, die die Riffe regelmäßig nach der Reef Check-Methode untersuchen
- die wissenschaftliche Erforschung des Ökosystems Korallenriff
- die Förderung der Zusammenarbeit zwischen akademischen Stellen, Nichtregierungsorganisationen, staatlicher Verwaltung und dem Privatsektor zum Schutz und Erhalt der Korallenriffe
- die Unterstützung von Entwicklungshilfeprojekten zur nachhaltigen Bewirtschaftung der Meere

Die Arbeit von Reef Check wird hauptsächlich über Geld- und Sachspenden finanziert, wobei bislang der überwiegende Teil der Zuwendungen von privaten Spendern und aus der Tauch- und Surfsportbranche stammt.

## Entwicklungsgeschichte von Reef Check
Die Entwicklung der Reef Check-Methode begann im Jahr 1993. Ausgangspunkt war das von Ginsburg von der Universität Miami (Florida, USA) abgehaltene wissenschaftliche Kolloquium „Global Aspects of Coral Reefs“. Die teilnehmenden Meeresforscher stellten fest, dass zur Beurteilung des Zustands der weltweiten Korallenriffe nicht genügend Daten vorlagen. In der sich anschließenden Diskussion über die Ursachen des Datenmangels wurde klar, dass die bislang bekannten Untersuchungsmethoden nicht geeignet waren, um damit weltweit und auf regelmäßiger Basis die Schädigung der Riffe zu untersuchen. Dies lag daran, dass die Methoden entweder zu regionalspezifisch und damit nicht überall anwendbar, oder zu komplex waren, so dass es eines ganzen Wissenschaftlerteams bedurfte, um nur ein einziges Riff zu untersuchen. Um die vorhandenen Anstrengungen zur Einbeziehung einer größeren Anzahl von freiwilligen Helfern zu bündeln und zum Durchbruch zu bringen, erklärte eine Gruppe von Meereswissenschaftlern unter dem Vorsitz von Ginsburg das Jahr 1997 öffentlichkeitswirksam zum Internationalen Jahr des Riffs (IYOR). Im gleichen Jahr fanden bereits die ersten Reef Checks statt, unter anderem im Roten Meer vor Safaga, Ägypten.
In der Folge der IYOR-Initiative entstand die von Gregor Hodgson 1998 publizierte Reef Check-Methode. Deren wesentlichste Merkmale sind ihre universelle Anwendbarkeit auf alle tropischen Korallenriffe weltweit und die einfache Durchführung. Freiwillige Helfer können die Anwendung der Methode bereits in einer eintägigen Schulung erlernen, so dass für die Untersuchung eines Riffs nur ein Meereswissenschaftler erforderlich ist. Neben der Sporttauchausrüstung werden als technische Hilfsmittel lediglich Markierungsleinen und Unterwasser-Schreibtafeln benötigt.

## Reef Check-Kampagne
Um die Entwicklung der tropischen Korallenriffe zu verfolgen, müssen weltweit repräsentative Riffabschnitte mindestens einmal jährlich mit der Reef Check-Methode untersucht werden. Als rein spendenfinanzierte Initiative kann Reef Check dies nur durch die Unterstützung durch Freiwillige leisten, wie zum Beispiel:
- ortsansässige Sporttaucherbasen, die Schulungsräume und Tauchausrüstungen bereitstellen und den Transport zu den zu untersuchenden Riffen organisieren
- Firmen, deren gewerbliche Tätigkeit die Riffe belastet und die Reef Check mit der Untersuchung der Auswirkungen beauftragen
- Anrainer, wie etwa Fischer, die von Folgen der von ihnen verursachten Überfischung selbst betroffen sind und den Erfolg von Schutzzonen und Fangmengenbegrenzungen kontrollieren
- Sporttaucher und Schnorchler, die während ihres Urlaubsaufenthalts für ein paar Tage an Reef Checks teilnehmen.